# مات إليوت
مات إليوت (بالإنجليزية: Matt Elliott)‏ هو لاعب كرة قدم أمريكية أمريكي، ولد في 1 أكتوبر 1968 في كارمل في الولايات المتحدة.

## وصلات خارجية
- مات إليوت على موقع مرجع كرة القدم المحترفة.كوم (الإنجليزية)